# Dürrnhof (Bad Neustadt)
Dürrnhof ist ein Gemeindeteil der Kreisstadt Bad Neustadt an der Saale im unterfränkischen Landkreis Rhön-Grabfeld in Bayern.

## Lage
Das Kirchdorf liegt etwa 4 Kilometer von Bad Neustadt entfernt.

## Geschichte
Die Eingemeindung nach Bad Neustadt erfolgte am 1. April 1971 im Zuge der Gebietsreform in Bayern. Dürrnhof verfügt über eine Freiwillige Feuerwehr, eine Musikkapelle (Kids of Music) und eine Gitarrengruppe. 
Im Jahr 2010 feierte das Dorf zwei Jubiläen: 650 Jahre Dürrnhof und 250 Jahre Kirche St. Ägidius, die Egid Valentin Felix von Borié als Grundherr Dürrnhofs 1760 erbauen ließ.
Liste der Baudenkmäler in Dürrnhof